# The Fades
The Fades é uma premiada série de televisão britânica criada e escrita por Jack Thorne. Os seis episódios foram transmitidos pela primeira vez na BBC Three e BBC HD a partir de 21 de setembro de 2011 e na BBC America a partir de 14 de janeiro de 2012.

## Enredo
Um thriller inteligente, empolgante, sobrenatural. Paul e seu melhor amigo Mac não são nada populares na faculdade. Mas Paul também é um jovem atormentado por sonhos apocalípticos. Para piorar, Paul começou a ver coisas - Fades.

## Elenco
- Lily Loveless	...	 Anna
- Daniel Kaluuya	...	 Mac
- Iain De Caestecker	...	 Paul
- Sophie Wu	...	 Jay
- Johnny Harris	...	 Neil Valentine
- Claire Rushbrook	...	 Meg
- Natalie Dormer	...	 Sarah
- Tom Ellis	...	 Mark
- Robbie Gee	...	 DCI Armstrong